# 잭키 롱
재키 롱(Jackie Long, 1981년 10월 23일 ~ )은 미국의 배우이다.
패서디나에서 태어났다.

## 영화
- 바디드 (2017년)
- 세이브 미 프롬 러브 (2016년)
- 허리케인 시즌 (2009년)
- 러브 포 세일 (2008년)
- 소울 맨 (2008년) - 지그-재그 역
- 더 컴백스 (2007년)
- 아이들와일드 (2006년) - 몽크 역
- 에이 티 엘 (2006년)
- 러브렉트 (2005년) - 체이스 역